# Hårby (plaats)
Hårby is een plaats in de Deense regio Midden-Jutland, gemeente Skanderborg. De plaats telt 218 inwoners (2008).